# Дітфурт (Саксонія-Ангальт)
Дітфурт (нім. Ditfurt) — громада в Німеччині, розташована в землі Саксонія-Ангальт. Входить до складу району Гарц. Складова частина об'єднання громад Форарц.
Площа — 23,72 км2. Населення становить 1470 ос. (станом на 31 грудня 2021).